# 귀축 안경
《귀축 안경》(일본어: 鬼畜眼鏡)은 2007년 7월 20일에 Spray에서 발매된 보이즈 러브 성인 게임이자, 어드벤처 게임이다. 주인공이 특수안경을 끼면 이른바 〈공〉이 되고, 안경을 쓰지 않으면 〈수〉가 되는 것이 이 게임의 가장 큰 컨셉이다. 2009년 3월 27일에는 팬디스크인 《귀축 안경 R》이 발매되었다.

## 줄거리
주인공, 사에키 카츠야는 키쿠치 마케팅의 영업 8과에 근무하는 평사원.
거래처에서 영업활동이 실패하자 낙담한 카츠야는 동료인 혼다와 술을 마신 뒤, 혼자 맥주를 사들고 공원으로 향한다. 그곳에서 Mr. R이라는 수상한 인물이 나타나 카츠야에게 안경을 내밀며 "이것을 쓰면 당신의 인생이 크게 바뀔 것이다."고 말한 뒤, 사라진다. 카츠야는 그 안경이 수상쩍었지만 용기내어 써보는데...
안경을 쓰자 다른 사람이 된 것처럼 자신감이 넘치고, 만사가 순조롭게 풀려가는 카츠야. 하지만 안경을 벗으면 원래의 심약한 성격으로 돌아가고, 안경을 쓰고 있었을 때의 일이 단편적으로만 생각이 난다. 점점 '자신은 누구인가? 이 안경은 도대체 무엇인가?'라는 의문을 갖게 된다.
이 안경은 착용하게 되면 그 사람의 성격을 《귀축》으로 바꾸는 무서운 안경이었다.

## 등장인물
- 사에키 카츠야

성우: 히라카와 다이스케 (명의: 히라이 타츠야)
본작의 주인공. 제약회사 MGN(메디컬 가든 네이처)의 자회사인 키쿠치 마케팅의 영업부 제 8과에 근무하는 평사원. 25세. 대학시절에 혼다와 함께 배구부에 소속해 있었으나 도중에 퇴부하였다. 포지션은 리베로.
심약하고 요령을 부릴줄 모르는 소극적인 성격이라 영업을 잘 성공시키지 못해 스스로 자책하고 있다. 하지만 어느날 밤 공원에서 만난 Mr.R에게서 받은 안경을 쓰면서 인생이 크게 바뀐다. 안경을 썼을 때의 카츠야는 불손할 정도로 자신감이 넘치고, 일도 척척 성사시킨다. 하지만 인간의 도덕적인 면에서 벗어나 있으며, 상대를 희롱하거나 공포심을 주는 것을 즐긴다.(루트에 따라 정도가 다르지만, 최악인 경우 죽이기까지도 한다.)
그에 비해 안경을 쓰지 않았을 때의 카츠야는 심약하고, 자기평가가 상당히 낮지만, 주위 사람들에게는 좋은 평가를 받고 있으며 잠재능력이 높다고 평가 받는 면도 많다. 조심성이 많은 성격때문인지 단정한 모습을 하고 있다. 또한 안경을 썼을 때의 카츠야는 〈안경〉, 안경을 쓰지 않았을 때의 카츠야는 〈노멀〉로 구분되어 표기된다.(이하 귀축모드와 노멀모드로 구분)
- 미도 타카노리

성우: 유사 코지 (명의:아사노 요시)
32세라는 젊은 나이에 부장이라는 이례적인 속도로 출세한 완벽주의 엘리트 이자, MGN 신제품인 미용음료 〈프로토 화이버〉의 판매 프로젝트 매니저.
주인공의 자회사에 해당하는 제약회사 MGN의 상품개발부에 소속되어 있다. 이야기 초반 신제품 〈프로토 화이버〉의 영업을 영업 8과에 맡겨달라고 찾아온 혼다와 주인공의 부탁을 단번에 거절하고 쫓아낸다. 하지만 주인공이 안경을 쓰면서 사태가 급변. 안경을 쓴 주인공의 정확하고 확신에 찬 설득에 압도되어 어쩔 수 없이 8과에 그 일을 맡기게 된다. 이러한 경위때문인지 주인공에 대해 복잡한 심정을 가지고 있으며 나중에 보복성으로 불가능한 매출목표를 제시해 영업 8과의 존폐를 결정짓는다. 급격한 매출실적 요구조건 때문에 주인공의 이의를 제시하자, 요구조건을 철수하기 위한 교환조건으로서 〈접대〉할 것을 요구한다. 그 때 안경을 쓴 주인공과 안경을 쓰지 않은 주인공 둘 중 어느 것으로 〈접대〉를 하느냐에 따라 이야기 진행이 달라지게 된다. 이른바 〈츤데레〉이며, 주인공을 제외하고 가장 인기가 많은 캐릭터이다. 귀축모드와 노멀모드 둘다 공략 가능하다.
- 혼다 켄지

성우: 야스모토 히로키 (명의:이누노 츄스케)
키쿠치 마케팅 영업부 제 8과에 근무하는 주인공의 동기이자 대학시절 친구. 25세.
뒤끝 없는 성격으로 밝고 호쾌한 8과의 무드메이커. 해고후보자가 모여있다는 8과의 오명을 씻겨내기 위해, 정력적으로 일에 몰두하고 있다. 회사에서 우연히 MGN의 신제품 〈프로토 화이버〉의 서류를 보게되어, 갑자기 MGN의 미도에게 찾아가 일을 맡겨달라고 부탁하는 열혈한.
대학시절에는 배구부의 주장을 맡았으며, 장래를 촉망받는 몸이었으나 어떤 사건을 계기로 퇴부하게 되었다. 상당히 이전부터 주인공의 잠재능력을 깨닫고 있던 인물이며, 주인공이 안경을 쓰고 변모하는 모습을 보고도 "이제서야 본심을 드러내는군"이라고 생각할 정도로 단순하다. 주인공과는 허물없는 친구 사이이며, 소극적인 주인공을 정신적으로 지원해 준다. 그의 루트에서는 안경을 쓴 카츠야가 그의 마음을 귀찮아 해 격렬하게 싸우게 된다. 귀축모드와 노멀모드 둘다 공략 가능하다.
- 카타기리 미노루

성우: 야스무라 마코토 (명의:토코마라 무스야)
굉장히 느긋한 말투가 특징인 키쿠치 마케팅 영업부 제 8과의 만년 과장. 43세.
예전에는 가족이 있었으나, 외아들을 교통사고로 잃은 뒤 이혼했다. 현재는 넓은 단독주택에서 몬텐마루(수컷), 시즈고젠(암컷)이라는 앵무새 두마리와 함께 조용히 살고 있다. 만사에 온순한 성격으로 "좋아서 하는거니까"라며 부하들에게 차를 끓여준다. 상사에게 호통이나 불평을 들어도 싫은 기색을 내보이지 않지만, 어디까지나 속으로 참고 있는 것일뿐 전혀 신경을 쓰지 않는 것은 아니다. 그의 루트에서는 안경을 쓴 주인공이 소중한 앵무새를 풀어주거나, 갑자기 폭행을 당하는 등 심한 꼴을 당하고 처음에는 혼란스러워 하지만 점차 그에 익숙해져 간다. 깊은 고독을 안고 있는 인물이며 주인공의 가차없는 행위에 어떤 구원을 느끼며 잃고싶지 않다고 느낀다. 주인공에게 순종적이고 눈물도 많아, 마치 〈소녀〉와 같은 마음을 가진 인물. 귀축모드로만 공략 가능
- 이가라시 타이치

성우: 콘도 타카시 (명의:오오이시 케이조)
주인공이 사는 맨션 근처에 있는 《카페 로이드》에서 만난 아르바이트생. 토마 대학 공학부 소속. 21세.
젊은이 다운 말투나 태도로 가볍게 말을 걸어와, 주인공과 금세 친해져 서로의 아파트에 오가는 사이가 된다. 음악을 좋아해 자주 기타를 가지고 다닌다. 기본적으로는 솔로로 활동하고 있지만 라이브에 헬퍼로 나서기도 하며, 장래에는 프로가 되고싶어한다. 주인공과는 음악적 취향이 같다. 붙임성이 좋아 주인공을 발견하면 기쁜듯이 달려오는 모습이 마치 꼬리를 흔들며 달려드는 애완견 같기도 하다. 얼핏 보기엔 평범한 대학생처럼 보이지만 사실은 바이러스를 심어 개인정보를 빼내는 해킹 사이트를 운영하고 있다. 주인공은 그런 위법행위를 알고 호되게 비난하지만 반성의 기색은 보이지 않고 오히려 심한 언쟁을 전개한다. 나중에 밝혀지지만 실은 그의 집에 어떤 사정이 있어 그 사이트를 운영했던 것이다.
- 스하라 아키

성우: 코토 케이스케 (명의:오오우나 바라와타루)
처음으로 주인공이 안경을 쓰고 밤에 만나 하룻밤을 보낸 소년. 유명한 학교에 다니고 있지만 학교는 지루하고 시시하다며 번화가나 클럽에서 지내는 일이 많다. 자신의 매력에 자신을 가지고 있으며 기분파로 주인공을 따르는 모습은 마치 고양이 같다. 처음에는 주인공을 유혹하려 접근하였으나 실제로 주도권을 쥐고 있는 것은 주인공이며, 점점 주인공 말에 따르게 되어 언젠가는 주인공에게 어울리는 존재가 되려고 노력하는 모습을 보인다. 노멀모드로는 공략 불가능. 참고로 안경을 쓰지 않고 만나러 가면 너무 다른 분위기 때문에 동명이인의 다른 사람으로 생각한다.
- Mr.R

성우: 마에다 타케시 (명의:르네상스 야마다)
이 게임의 초반에 혼자 공원에서 맥주를 마시던 주인공에게 말을 걸어, 안경을 건내준 인물. 검은색 옷을 입고 긴 금발머리를 땋아내렸다.
모든 언행이 속임수이며, 주인공을 가리겨 '다른 사람 위에 설 특별한 존재'라고 말하지만 실제로 무슨 생각을 하고 있는지 전혀 알 수 없다. 주인공은 아니지만 중요한 역할을 맡고 있으며, 때때로 주인공 앞에 나타나 안경을 돌려줄 것인지를 묻거나 의미심장한 대사를 남기고 떠난다. 실제로 주인공이 12세 때 처음 만났지만 그때나 지금이나 모습이 변하지 않았다. 또한 꺼림칙할 정도로 주인공의 모든 사정을 알고 있으며 신출귀몰하여 인간이 아닌 존재로 보인다. 특정 엔딩을 보면 등장하여 석류를 준다. CLUB R의 지배인이도 하다. Mr.R은 공략대상이 아니다.
그외 등장인물
- 사와무라 노리츠구

성우: 키시오 다이스케 (명의: 소라노 타이요 / 팬디스크 한정)
카츠야의 소꼽친구이자, 초등학교 졸업때까지 친구라고 생각했던 인물. 반 친구들에게 괴롭힘 당하던 카츠야를 위로하며 같은 편이 되어 주었던 유일한 인물이었다. 하지만 실제로는 모든 괴롭힘을 획책한 수모자였으며 계속 카츠야를 속이며 속으로 비웃고 있었다. 그 사실을 알게 되었을 때의 트라우마가 카츠야의 인격이 변하는 계기가 되었다. 본편에서는 카츠야의 초등학교 시절 회상 신에만 등장하며, 이름은 밝혀지지 않는다. 팬디스크 귀축 카즈야 루트에서 정식으로 등장.
- 마츠우라 히로아키

성우: 나카무라 유이치 (명의: 나카마 / 팬디스크 한정)
카츠야나 혼다와 같은 대학 출신으로 한때 같은 배구부에 소속해 있었다. 포지션은 센터. 어떤 사건을 계기로 당시 주장이었던 혼다를 지금도 깊이 원망하고 있다. 현재는 키쿠치의 거래처인 이세지마 백화점에 근무하고 있다. 본편에서는 혼다 루트에 등장. 특히 카츠야x혼다 루트에서는 상당히 중요한 역할이지만 그림으로만 등장할 뿐 보이스는 없었다. 팬디스크에서는 보이스가 붙어, 혼다 x 카츠야 루트에 등장. 이 루트에서도 다른 형태로 중요한 역할을 담당하고 있다.
- 혼죠 시로

성우: 도몬 진 (명의: 카시와기 노부히토 / 팬디스크 한정)
전직 MGN 사원이었으며, 본편에서는 미도와 관련된 화제나 소문에만 등장하는 인물. 미도와는 대학시절부터 알고지낸 사이로, MGN에서는 동기로 입사하여 출세경쟁의 라이벌 관계였다. 하지만 그가 사퇴한 뒤 미도가 그의 공적을 가로채 부장이 되어 사퇴하였다는 소문이 MGN에 퍼지게 되었다. 팬디스크의 미도x카츠야 루트에서 정식으로 등장
- 후지타

성우: 아베 아츠시 (명의: 나기하라 카오루 / 팬디스크 한정)
본편 중에서 미도의 근황 등을 알려주는 MGN 소속 미도의 부하. 본편에서는 대사만으로 출연하였으나, 팬디스크에서는 캐릭터 모습과 보이스가 붙었다. 팬디스크의 카츠야x미도, 미도x카츠야, 혼다x카츠야의 각 루트에 등장한다.

## 등장 아이템
- 안경

게임 초반에 Mr.R에게서 받는다. 안경을 쓰면 능력이 올라 귀축이 된다.
3개월간 시험착용을 하는 것이며, 정식으로 받은 것은 아니다. 그 사이 주인공을 받을만 한지, 아닌지 Mr.R이 판단한다.
주인공은 이 안경을 쓸것인지, 말 것인지 판단하면서 일을 진행하거나 다른 캐릭터와의 관계를 진전시켜나간다.
- 프로토 화이버

MGN이 개발한 미용음료 신제품. 주인공이 소속되어 있는 8과가 영업을 담당하게 되었다.
단 3개월 이내에 매상기준을 달성하지 않으면 8과 전원이 해고되는 위험성이 있다.
미도는 기획단계부터 이 상품과 관련되어 있다.
젊은 여성을 타겟으로 삼고 있으며, 핑크색으로 깔끔한 병으로 디자인 되어있다. 그레이프 후르츠 맛.
카츠야 왈, 끝맛이 깔끔하고 달콤한 좋은 상품이라고 한다.
- 선라이즈 오렌지

MRG가 개발한 오렌지 맛의 음료로, 키쿠치 마케팅 영업 1과가 담당하고 있는 상품이지만, 호평을 받지 못해 영업 8과에서 담당하게 되었다.
타이치 왈, 감기약 시럽 같은 맛이라고.
- 석류

특정 엔딩을 맞게 되면, 마지막에 Mr.R에게서 받게 되는 과일.
받은 석류는 EXTRA 모드에 있는 CLUB R에서 카츠야에게 먹일 수 있으며, 먹으면 현실에서는 할 수 없는 여러가지가 가능하게 된다.
안경을 쓴 카츠야가 좋아하는 음식 중 하나이기도 하다.

## 관련 상품

### CD

#### 드라마CD
- 귀축 안경-안경 장착 판 - 2007년 11월 28일 발매
- 귀축 안경-안경 비장착 판 - 2007년 12월 26일 발매
- 귀축 안경-안경 장착 판 II - 2010년 6월 9일 발매
- 귀축 안경-안경 비장착 판II - 2010년 7월 14일 발매
- 귀축안경-석류 판 - 2010년 8월 18일 발매
- 귀축 안경으로“가는 해 오는 해”- 카즈야×혼다 편-2010년 12월 29일 발매

#### 음악CD
- 귀축 안경 O.S.T. - 2007년 10월 18일 발매
- Contrast 사에키 카츠야 ~귀축 안경 캐릭터 송 CD~ 2008년 9월 17일 발매（곡 사이에 미니 드라마 수록）

#### 관련CD
- 귀축 안경 R 사운드 트랙 - 2009년 3월 27일 발매

《귀축 안경 R》에서 새롭게 추가된 BGM과 주제가〈under the darkness-Remix-〉을 수록한 사운드 트랙 CD。
단품으로 판매된 것이 아니라 본 게임의 초회한정판의 특전으로 붙어나온 것.
- 〈pray〉 C.G mix - 2009년 4월 29일 발매

주제가〈under the darkness〉의 작곡과 노래를 맡은 C.G mix의 2장 CD 앨범.〈under the darkness〉의 셀프커버로, 노래만 새로 녹음한 버전과 〈under the darkness-four piece band mix-〉의 리믹스 버전（《귀축안경 R》의 리믹스 버전과 다르다）두 곡이 수록되어있다. 또한 초회한정판에는 같은 곡의 PV를 수록한 DVD가 특전으로 붙어있다.

### 책
- 귀축 안경 공식 비주얼 팬북(B's-LOG COLLECTION) 2007년 11월 30일 발행　ISBN 978 4757738768
- 귀축 안경 （미도×카츠야 편）（B-BOY SLASH NOVELS） 2008년 2월 19일 발행　 ISBN 978 4862633491
- 귀축 안경-카츠야×미도 편（수퍼 비보이 코믹스） 2008년 8월 9일 발행　 ISBN 978 4862634467
- 귀축 안경 R 공식 비주얼 팬북(B's-LOG COLLECTION) 2009년 10월 1일 발행　 ISBN 978 4047260603
- 귀축 안경＋(플러스) -귀축안경 단편집- (Spray) 2009년 12월 29일 발행
- 귀축 안경-혼다×카츠야 편（수퍼 비보이 코믹스） 2010년 5월 10일 발행　 ISBN 978 4862637802
- 귀축 안경 귀축 카즈야×미도 편（B-BOY SLASH NOVELS） 2010년 5월 19일 발행　 ISBN 978 4862637710